# 東京工芸大学短期大学部
東京工芸大学短期大学部（とうきょうこうげいだいがくたんきだいがくぶ、英語: Tokyo Institute of Polytechnics, Junior college）は、東京都中野区本町2-9-5に本部を置いていた日本の私立大学である。1950年に設置され、1997年に廃止された。

## 概要

### 大学全体
- 東京都中野区に所在した日本の私立短期大学で、設置主体は学校法人東京工芸大学[注 1]。
- 国内で最初に認可された短期大学149校[注 2]の1校として、1950年に東京写真短期大学として2学科体制で開学した[2]。
- のちに東京写真大学法人直轄の短期大学として東京写真大学工学部との併設となる。「東京工芸大学短期大学部」に改称後も、依然、学科は3学科体制となっていた。実質的に「東京工芸大学短期大学部」の名称であった期間は極めて短く、旧「東京写真大学短期大学部」の後継として、かつての「東京写真短期大学」を承継し、その伝統的な基幹学科の同写真学科の卓越性から、日本で『写大』の略称を引き継いだ。永年に亘って写真界を統率し、同大学の略称は、写真界では現在も『写大』で通用し、日本の写真のスタジオ写真/コマーシャル写真のプロ写真家・営業写真家の大半が『写大』の関係者を主に構成され続けた。改称・総合大学化した「東京写真（短期）大学」は、現在の「東京工芸大学」となるも、その核たる学的領域は、「東京工芸大学芸術学部写真学科」であり、基幹学科として存続し続け発展し続けている。
- 1993年度の入学生を最後に[注釈 3]、1997年に短期大学としての使命を終える[注釈 4]。

### 建学の精神（校訓・理念・学是）
- 東京工芸大学短期大学部の学是は「美と真実の探求」となっている。これは写真家のための日本初の私学の教育機関として創設者杉浦仙之助の理念であり、写真美学と自然科学的真実の併立にあり、感性と知性の併立として、写真芸術と写真の理論の双方の教養の養成を目途とすることにあり、現在の「東京工芸大学」の名称の「工」と「芸」の融合に継承され続けている。

### 教育および研究
- 写真や映像に関する専門教育が行われていた[注 3]。写真技術科は、報道・商業・ポートレート・造形写真など幅広い分野で活躍できるカメラマンやアーティストを養成するというねらいがあった。写真応用科は、｢写真科学｣・｢応用写真｣さらにテレビ・映画などを専門的に研究する内容のものとなっていた。画像技術科は、画像表現技術や画像再現技術〔とりわけ写真製版術（印刷工学科の基幹野）〕などに関する諸科目を学ぶ学科ものとなっていた。

### 学風および特色
- 1923年創立の小西写真専門学校が起源となっている日本初の写真学系の短大で、大学本部とは別に独立したキャンパスをもっていた。

## 沿革
- 1923年
  - 杉浦六右衛門により、小西写真専門学校を創立。
- 1926年
  - 東京写真専門学校に改組。
- 1944年
  - 4月 東京写真工業専門学校に改組。
- 1949年
  - 10月 文部省[注釈 5]に短期大学[注 4]の設置認可に関する申請を行う[注 5]。なお、学科・専攻は以下の通りとなっている[注 6]。
    - 写真技術科 入学定員80名
    - 写真工業科 入学定員80名
- 1950年
  - 3月14日 左記を以て短期大学の設置が文部省[注釈 5]より認可される[注 7]。
  - 4月1日 左記を以て東京写真短期大学が以下の学科体制にて開学[注 8]。
    - 写真技術科 入学定員80名
    - 写真工業科 入学定員80名
- 1951年
  - 2月24日 学校法人が成立する[18]。
- 1953年
  - 4月1日 この年度における出来事を以下、列挙する[19]。
    - 写真工業科を以下の通り専攻分離する。
      - 写真工業技術専攻 入学定員40名
      - 写真製版技術専攻 入学定員40名

    - 写真技術科の入学定員を80→100に増員する。

  - 5月1日 学生数[20]/定員
    - 写真技術科 228[注 9]/200
    - 写真工業科 184[注 10]/160
- 1961年
  - 10月1日 この年度の入学生より写真工業科における各専攻課程を以下の学科に移行かつ入学定員増あり[21]。
    - 写真工業技術専攻→写真工業科 40→70
    - 写真製版技術専攻→写真印刷科 40→70

  - 5月1日 学生数[22]/定員
    - 写真技術科 305[注 11]/200
    - 写真工業科 136[注 12]/110
    - 写真印刷科 172[注 13]/110
- 1963年
  - 5月1日 学生数[23]/定員
    - 写真技術科 325[注 14]/200
    - 写真工業科 176[注 15]/140
    - 写真印刷科 120[注 16]/140
- 1966年
  - 4月1日 東京写真短期大学を東京写真大学短期大学部に改称[24]。
- 1967年
  - 4月1日 写真工業科を以下の学科に改称[25]。
    - 写真応用科 入学定員70名[注 17]

  - 5月1日 学生数[27]/定員
    - 写真技術科 503[注 18]/200
    - 写真工業科 166[注 19]/140
    - 写真印刷科 167[注 20]/140
- 1976年
  - 4月1日 写真印刷科を以下の学科に改称[注 21]。
    - 画像技術科
- 1977年
  - 4月1日 東京写真大学短期大学部を東京工芸大学短期大学部に学名変更[29]。
- 1985年
  - 5月1日 学生数[30]/定員
    - 写真技術科 305[注 22]/200
    - 写真応用科 194[注 23]/140
    - 画像技術科 191[注 24]/140
- 1986年
  - 5月1日 学生数[31]/定員
    - 写真技術科 303[注 25]/200
    - 写真応用科 208[注 26]/140
    - 画像技術科 204[注 27]/140
- 1987年
  - 5月1日 学生数[32]/定員
    - 写真技術科 311[注 28]/200
    - 写真応用科 212[注 29]/140
    - 画像技術科 215[注 30]/140
- 1992年
  - 5月1日 学生数[注 31]/定員
    - 写真技術科 285[注 32]/200
    - 写真応用科 188[注 33]/140
    - 画像技術科 194[注 34]/140
- 1993年
  - 4月1日 この年度で短期大学としての学生募集を最終とする[注釈 3]。
  - 5月1日 学生数[35]/定員
    - 写真技術科 238[注 35]/200
    - 写真応用科 159[注 36]/140
    - 画像技術科 164[注 37]/140
- 1994年
  - 5月1日 学生数[36]/定員
    - 写真技術科 113[注 38]/100
    - 写真応用科 71[注 39]/70
    - 写真応用科 75[注 40]/70
- 1995年
  - 5月1日 学生数[37]/定員
    - 写真技術科 5[注釈 6]/-
    - 写真応用科 2[注釈 6]/-
    - 写真応用科 3[注 41]/-
- 1996年
  - 5月1日 学生数[38]/定員
    - 写真技術科 1[注釈 6]/-
    - 写真応用科 1[注釈 6]/-
    - 写真応用科 1[注釈 6]/-
- 1997年
  - 8月5日 左記をもって正式に廃止となる[注釈 4]。

## 基礎データ

### 所在地
- 東京都中野区本町2-9-5[注釈 1]

### 象徴
- 東京工芸大学短期大学部のカレッジマークはヒマワリをイメージしている[注 42]。
- 大学歌は平井康三郎作曲、勝承夫が作詞している。東京写真短期大学以来の建学の理想を謳い上げている。
- シンボルマークは、イエローとシアンブルーと混合色のグリーンの３原色の輪。
- スクールカラーはイエローとシアンブルーと混合色のグリーン。

## 教育および研究
- 美学、写真美学、色彩工学、写真化学、写真技術、写真史、応用物理、応用光学実験講義、光学、機械工学、画像処理、作画、色彩印刷論、ドイツ語、英仏語、実習、大型カメラを駆使した撮影実習、ライティング、物撮り、人物画、デッサン

### 組織
- 教務、諮問機関、就職課、図書館、写大スタジオ、写真現像作画処理暗室、写大ギャラリー、学生課、体育館

#### 学科
- 写真技術科 入学定員100名[注釈 7]
- 写真応用科 入学定員70名[注釈 7]
- 画像技術科 入学定員70名[注釈 7]

#### 専攻科
- なし

#### 別科
- なし

#### 取得資格について
- ポートレート撮影技師

#### 附属機関
- 写大ギャラリー

### 研究
- 写真史、オリジナルプリントの蒐集と研究、写真美学の研究、銀塩写真の退色の研究、日本写真学会との共同研究
- 『東京工芸大学短期大学部紀要』[注釈 2]。

## 学生生活

### 学園祭
- 東京写真大学短期大学部の学園祭は「写大祭（中野祭）」と呼ばれ隣接の「女子美大」などと交流を深め、写真展を中心に催事を開催し、スタジオを含め、学内を完全開放し、中野坂上地区の著名な祭礼の一つとなっていた。

## 施設

### キャンパス
- 大学開学後も、大学本部建物とは併置した、併設のキャンパスをもっていた。

## 対外関係

### 系列校
- 東京工芸大学
- 東京工芸大学女子短期大学部

## 社会との関わり
- かつてカメラマンという雑誌に、当短期大学の広告が出ていたことがある。
- スタジオ写真、コマーシャル写真の分野に卓出した人材を永年に亘り輩出させ、『ポートレート写真は東京写真短期大学、ドキュメント写真は日本大学芸術学部写真学科（日芸）』といわれるほど、「静物写真・物撮り・人物写真・風景写真」の領域に卓越した写真家を輩出し、前衛的な報道写真・戦争写真の分野を比較的に不得意とした。
- 学風は1960年代1970年代の全共闘時代活躍した『日芸』の前衛的学風のように社会政治活動に活躍するよりも、比較的地味なスタジオ写真やコマーシャル写真のような保守的な分野をその主たる活動領域としていた。
- 『写大』の学生は、主として商業写真などの伝統な分野で永年の匠の技の分野に活躍の場を求め、伝統的写真作家として育ち、且つ、写真製版の分野では卓越した技術者として画像技術の前衛に立った。このような「写大」の気風は、『着実さと永年に永続する画像創造とその伝統に支えられた写真術の技術者』の養成機関であり続け、非常に地味で堅実なものであった。

## 卒業後の進路について

### 就職について
- 全学科を含めて、写真業界や放送・マスコミ・カメラマン・印刷（写真製版業態）などのメディア関連が大半だった。

### 編入学･進学実績
- 全学科を含め、東京工芸大学への編入者が多かった。ほか、早稲田大学へ編入学した学生もいた。

## 関連サイト
- 東京工芸大学の歴史